# Eltzer Mühle
Die Eltzer Mühle ist eine denkmalgeschützte ehemalige Wassermühle bei Eltze, einem Ortsteil von Uetze in der Region Hannover in Niedersachsen.

## Beschreibung
Die Eltzer Mühle liegt an der Fuhse, einem Nebenfluss der Aller, etwa einen Kilometer nordwestlich von Eltze und 2,5 km östlich von Uetze.
Das zum Mühlenkolk giebelständige Gebäude ist ein zweigeschossiger Fachwerkbau mit in Teilen verputzter Ziegelausfachung.
Das einst mit Stroh gedeckte Halbwalmdach ist mittlerweile mit Hohlpfannen gedeckt. Der Wirtschaftstrakt ist mit Querdiele erschlossen.
Der Mühlenteil steht an der Wasserseite auf einem hohen Feldsteinsockel.
Die Wand der Mühle zeigt Spuren von zwei Mühlrädern, je eines unterschlächtig und eines mittelschlächtig.
An der Mühle wurde im Jahr 1917 ein seltenes Exemplar eines offenen, unterschlächtigen, sogenannten Staberrads installiert. Namensgebend dafür sind die vier kreuzförmig angebrachten hölzernen Doppelspeichen, die die Felgen mit etwa fünf Metern Durchmesser stabilisieren. Zwischen den beiden Felgen sind breite Eisenschaufeln angebracht.
Der Mühlenrestaurator Wilhelm Reinhardt aus Bruchhausen-Vilsen ersetzte 1991 das morsch gewordenen unterschlächtige Mühlrad durch einen detailgenauen Nachbau. Die aus Eichenholz gefertigte Welle wiegt mehr als eine Tonne.

## Geschichte

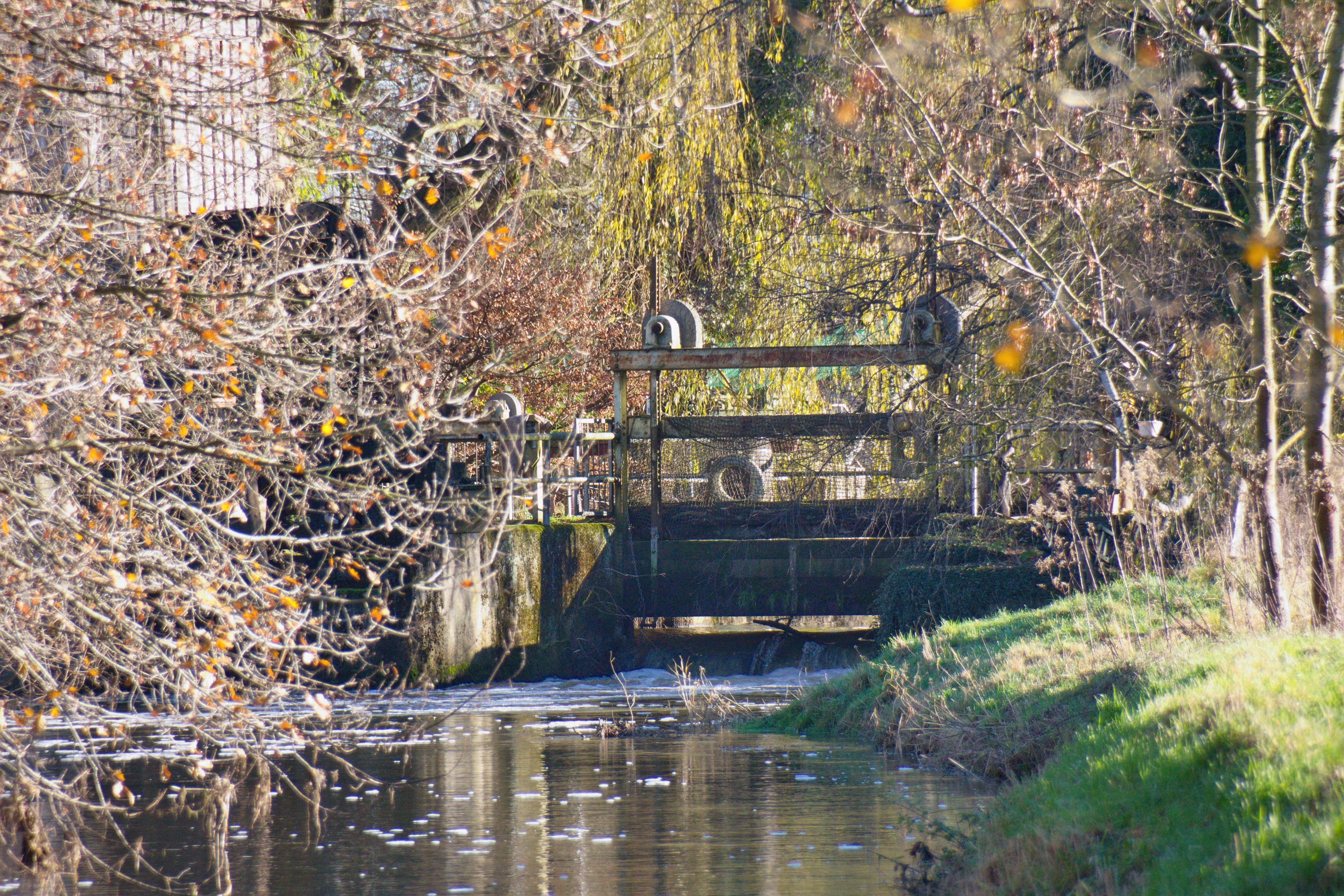
Wehr

Die älteste Erwähnung stammt aus dem Jahr 1420. Die Herren von Eltze verkauften damals die Mühle als ihr Erbgut an die Stadt Braunschweig.
Im frühen 17. Jahrhundert wurde der bei der Mühle beginnende, der Prangenhohl genannte, Fuhse-Erse-Kanal gegraben. Bei im Ort Uetze drohendem Hochwasser kann das Wehr geöffnet werden, um dann 80 Prozent des Fuhsewassers zur Erse umzuleiten.
Eigentümer der Mühle war von 1704 bis 1922 die Familie Scharlemann, danach deren Verwandte.
Die Mühle hatte im 18. Jahrhundert zwei und im 19. Jahrhundert drei Mahlgänge.
Etwa im Jahr 1835 wurde die alte Mühle durch das heutige Bauwerk ersetzt.
Um 1860 gab es drei Mahlgänge für Roggen, Weizen und Graupen sowie einen für Öl. In der Mühle waren zeitweise vier Gesellen beschäftigt.
Das Amt Meinersen legte 1874 fest, dass der Müller nur von November bis Mai das Staurecht der Fuhse hatte, wofür die Bauern ihm einen bestimmten Betrag zahlten.
Die fast völlig von einer Schleife der Fuhse und dem Mühlenbetriebsgraben umschlossene Mühle wurde 1959 stillgelegt.
Die Mühle war lange Zeit von Verfall bedroht.
Der Heimatbund Niedersachsen setzte sich 1985 in seiner Roten Mappe für den Erhalt der über 450 Jahre in Betrieb gewesenen Mühle ein.
Das unterschlächtige Wasserrad war abmontiert, das mittelschlächtige hing schief in den Lagern.
Von 2011 bis Anfang 2016 wurde im Gebäude ein vor allem in den Sommermonaten viel besuchtes Mühlencafé betrieben.
Die Mühle ist Privatbesitz und wird bewohnt.

## Denkmalschutz

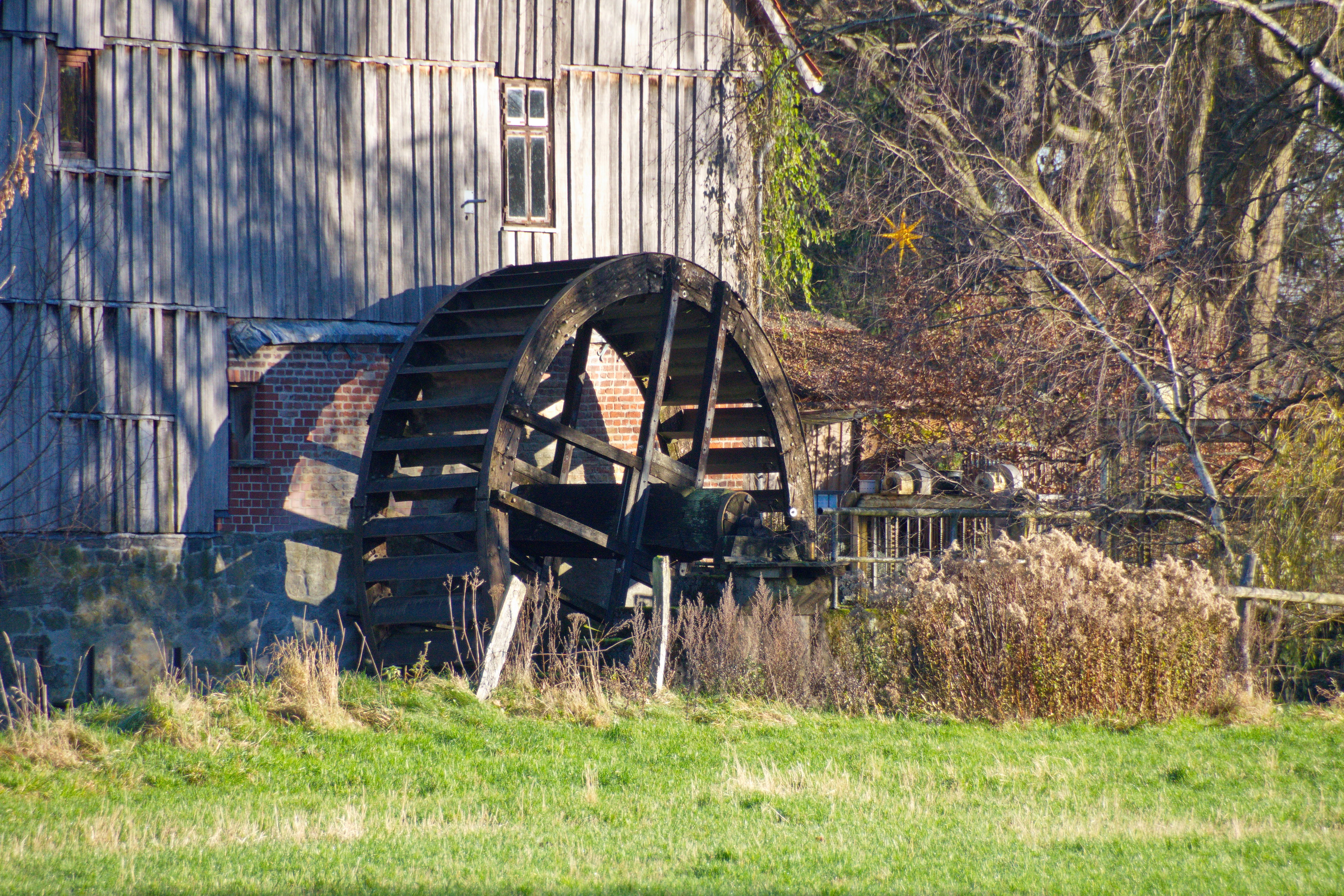
Mühlrad an der Mühle

Wegen ihrer geschichtlichen Bedeutung für die Orts- und Technikgeschichte sowie der städtebaulichen Bedeutung ihres prägendem Einfluss auf das Landschaftsbild steht die Eltzer Mühle unter Denkmalschutz.

## Sonstiges
Der von Schüler der 6. Klasse des Gymnasiums Uetze produzierte Film Die Geschichte der Eltzer Mühle erhielt im Jahr 2023 einen Förderpreis der Körber-Stiftung.